# 拉邁區
拉邁區（西班牙語：Distrito de Lamay），是秘魯的一個區，位於該國南部庫斯科大區的卡爾卡省，始建於1952年1月3日，面積94.22平方公里，海拔高度2,941米，2005年人口5,633，人口密度每平方公里60人。